# Partenon
Partenon (starogrčki: Παρθενών) je antički hram posvećen božici Ateni izgrađen u 5. st. prije Krista na atenskoj akropoli. Spada među najpoznatije preostale građevine antičke Grčke i neizostavan je primjer starogrčke arhitekture, te vrhuncom razvitka dorskog stila. Ukrasne skulpture hrama, koje je izveo kipar Fidija, se smatraju vrhuncem grčke klasične umjetnosti. Partenon je simbol antičke Grčke i demokracije, te je jedan od najvažnijih i najpoznatijih svjetskih spomenika kulture. 

## Naziv
Hram je dobio ime po Fidijinom kipu božice Atene poznatom kao Atena Partenos („Djevica Atena”) koji se nalazio u njegovoj središnjoj prostoriji. Epitet partenos božica Atena je dobila po svojemu zavjetu ocu Zeusu kako nikada neće imati ljubavnika, te su djevičanstvo i seksualna suzdržanost dio osobina koje su se štovale u njenom kultu.

## Povijest Partenona
Izgradnja hrama je započela 447. god. pr. Kr. kad je Atensko Carstvo bilo na svom vrhu, u Periklovo doba. Izgrađen od mramora na temeljima prijašnja dva hrama na istom mjestu u V. st. prije Krista, kao građevina u dorskom stilu. Njegovu izgradnju predvodio je Fidija. Izgradnja je završena 438. god. pr. Kr., iako se izgradnja ukrasa na hramu nastavila do 432. god. pr. Kr. 
Sam Partenon zamjenjuje mjesto starijeg hrama Atene kojeg znastvenici nazivaju prije partenonskim ili starim Partenonom, koji je bio uništen u perzijskoj invaziji 480. pr. Kr. Hram je arheoastronomski poredan s Hijadskim skupom zvijezda. Kao većina grčkih hramova, Partenon je bio korišten kao riznica. Neko vrijeme je služio kao riznica delskog saveza, koji je kasnije postao atensko carsvo. U 5. st. Partenon je bio pretvoren u kršćansku crkvu posvećenu Djevici Mariji. Poslije osmanskog osvajanja ranih 1460-ih pretvoren je u džamiju s minaretom. 26. rujna 1687. osmansko skladište municije unutar zgrade je bilo zapaljeno je od Venecije. Eksplozija je značajno oštetila Partenon i njegove skulpture. 1806. Thomas Bruce, 7. grof od Elgina je uklonio neke od preostalih skulptura, uz dozvolu osmanskih Turaka. Te skulpture, se nazivaju elginskim mramornim skuplturama, ili partenonskim mramornim skulpturama. 1816. su prodane Britanskom muzeju u Londonu, gdje su sada izložene. Od 1983. (na poticaj ministrice kulture Meline Mercouri), grčka vlada je bila posvećena povratku skulptura u Grčku, do sada bez uspjeha.
U 6. stoljeću postaje crkva posvećena Djevici Mariji. Polovicom 15. stoljeća Atenu zauzimaju Turci, a Partenon pretvaraju u džamiju, a na kraju je služio kao skladište baruta za vojne potrebe. Partenon je djelomično uništen 1687. kada ga je pogodio mletački topovski projektil.
Partenon je najvažnija preživjela zgrada klasične Grčke i smatra se njezinim trajnim simbolom, te jednim od najvećih svjetskih kulturnih spomenika. Grčko Ministarstvo kulture trenutačno provodi program selektivne restauracije i rekonstrukcije da osigura stabilnost djelomično srušene strukture.

## Osobitosti
Partenon (448. – 432. pr. Kr.), arhitekata Iktina i Kalikrata, je najveći i najraskošniji dorski hram na području današnje Grčke. Iktin je sačinio nacrte, a Kalikrat je preuzeo vođenje gradnje. Na golemom kamenom podnožju od tri stepenice, čija je temeljna površina na gornjem rubu mjerila 70 x 30 m uzdizalo se 46 stupova visokih preko 10 m dorskog tipa. Obrubi s likovima i skulpture na zabatima ubrajale su se među najveće kiparske radove na svijetu. Iznad tamnocrvenih zidova unutrašnjosti tvorio je završetak jedan obojeni drveni kasetirani strop. Središte hrama bio je 13 m visok Fidijin kip božice Atene. Bio je od zlata i slonove kosti; 7,5 mm debele zlatne ploče mogle su se skidati da bi se kontrolirala težina, a što se godine 433. pr. Kr. doista i uradilo, kad su Fidiju bili okrivili da se okoristio tim zlatom.
Partenon je najbolji primjer hrama dorskog reda: 
- uzdužna građevina od dvije prostorije i vanjskog pravokutnog omotača od stupova; na podnožju sa stubištem dižu se stupovi sastavljeni od valjkastih tambura sa žljebovima (kanelire), te kapitelom sastavljenim od ehinusa (kružni jastučić) i abakusa (kvadratne ploče);
- stupovi nose gredu (arhitrav), a iznad arhitrava je friz sastavljen od triglifa (tri okomite linije) i metopa (reljefno obrađene ploče);
- iznad friza je vijenac koji na pročelju hrama uokviruju zabatni trokut (timpan).
- cijeli hram napravljen je od mramornih blokova koji priliježu jedan na drugi bez veziva; gdje je bilo potrebno blokovi su vezani metalnim zakovicama.
- Krov je bio dvoslivni i pokriven crijepom napravljenim od crvenih rožnjača (gredica), a drvene grede korištene su i za tavanice što je otvaralo veliku mogućnost pravaca.

Partenon dominira atenskom Akropolom i najskladnija je građevina svih vremena. Odnosi visine njenih dijelova na pročelju - stupovlja (A-B) i vijenca (B-C) u istom je odnosu u kojem se odnosi stupovlje prema cjelini (A-C). BC : AB = AB : AC – savršeni omjer, tzv. zlatni rez.
Partenon je skladan i zbog toga što su Grci za mjerenje koristili mjere preuzete iz veličine dijelova ljudskog tijela: palac – dlan – pedalj – lakat – ruka – korak. Antičko načelo: "Čovjek je mjerilo stvari!" doživljava svoje uobličenje u grčkom hramu. Čak što više, na Partenonu je ispravljena i optička iluzija sužavanja dugih građevina po sredini tako što su na sredini malo približili i izvukli stupove u prostor.
Monumentalna plastična dekoracija na Partenonu (zabatne figure i friz) vjerojatno je djelo kolektivnog rada radionice kipara Fidije, izveden po njegovoj zamisli i pod njegovom paskom. Reljefi i skulpture s Partenona predstavljaju: Gigantomahiju (bitka bogova s titanima); Borbu Atenjana s kentaurima i Amazonkama; Trojanski rat i Povorku panatenejskih svečanosti. 
Zajednička tema svih metopa bila je pobjeda Grka i bogova nad njihovim ljudskim i mitološkim neprijateljima, a svaka metopa prikazivala je drugu scenu i sastojala se od dvije figure u visokom reljefu. Metope na istočnoj strani prikazivale su Gigantomahiju, na južnoj Kentauromahiju, na zapadnoj Amazonomahiju i na sjevernoj scene iz Trojanskog rata. Cijeli je središnji dio sjevernih metopa uništen. S lijeva na desno na metopama su prikazani Helios, zatim ljudi koji silaze s brodova i naoružavaju se. Tri metope prikazuju bogove i božice, a krajnja metopa prikazuje Selenu koja silazi na svom konju.
Likovi božanstava s hramskih zabata sačuvani su u izvorniku, a njihovi dijelovi nalaze se u muzejima u Ateni i Londonu (kao Elgin marbles u Britanskom muzeju). Metope s istočne, zapadne i južne strane nalaze se u Ateni dok se dio sjevernih nalazi u Londonu, dio u Parizu i dio u Ateni.

### Dijelovi
- Peripterij: Osam stupova u širini, a sedamnaest u dužini.
- Stilobat: Najviša stuba na kojoj počivaju stupovi.
- Stupovi: Dorski: kanelirani, a stoje na stilobatu.
- Kapitel: Dorski kapitel, sastoji se od ehina (donja ploča u obliku krnjeg stošca) i abaka (pravokutne ploče između arhitrava i ehina).
- Arhitrav: Čini ga 7 greda,koje se spajaju na kapitelu svakoga stupa.
- Friz: Sastoji se od triglifa (okomita tri žlijeba) i 92 metope s reljefima. Na istočnoj strani hrama prikazana je posljednja borba između olimpijskih bogova i divova (gigantomahija), na južnom frizu prikazana je borba Lapita i kentaura (kentauromahija). Zapadni friz (koji je potpuno izgubljen) prikazivao je legendarni napad Amazonki na Atenu (amazonomahija), a na slabo očuvanom sjevernom frizu prikazani su prizori iz Trojanskog rata, najvjerojatnije njeno razaranje.
- Zabat: S prednje strane kipovi ljudi podešeni prema trokutastom obliku zabata.
- Krov: Pokriven crijepom.

## Replika u Nashvilleu u SAD-u
Replika Partenona u izvornim dimenzijama zajedno sa skulpturom Athene Parthenos nalazi se u gradu Nashvilleu, u američkoj saveznoj državi Tennessee. Izgrađen je u 1897. kao dio tamošnje Svjetske izložbe.

## Poveznice
- Akropola (Atena)
- Grčki hram
- Erehtej
- Umjetnost stare Grčke

## Vanjske poveznice
- Atenska Akropola: Parthenon  Arhivirana inačica izvorne stranice od 18. rujna 2013. (Wayback Machine) službene internetske stranice s podacima o posjetama, ulaznicama i kontaktnim informacijama.